# BR-Klassik
Unter dem Namen BR-Klassik (Eigenschreibweise BR-KLASSIK) präsentiert der Bayerische Rundfunk seine Angebote im Bereich der klassischen Musik in Hörfunk, Fernsehen und im Internet.

## Geschichte

### 1980: Start als Spartenradio
Als die Klassikwelle des Bayerischen Rundfunks am 4. Oktober 1980 auf Sendung ging, war es die erste reine Klassik-Hörfunkwelle in Deutschland. Später wurde es unter Herausnahme der bis dahin übernommenen abendlichen ARD-Gastarbeiterprogramme zum Ganztagesprogramm ausgebaut.

### 2009: Klassik-Dachmarke
Seit dem 1. Oktober 2009 sind sämtliche Klassik-Angebote des Bayerischen Rundfunks unter der neu geschaffenen Dachmarke BR-Klassik als eigenständiges BR-KLASSIK Label zusammengefasst. Initiiert hat das Label Mariss Jansons, der in Amsterdam als Leiter des Concertgebouworkest gute Erfahrungen mit einem orchestereigenen CD-Label gesammelt hatte. Gestartet wurde das Label am 23. September 2009, als erster öffentlich-rechtlicher Sender managet seither der Bayerische Rundfunk die Ton- und Bildträgerproduktion und den Vertrieb der CDs und DVDs unter einer eigenen Marke. Darunter präsentieren sich seither die drei BR-Klangkörper, das Symphonieorchester des Bayerischen Rundfunks, das Münchner Rundfunkorchester sowie der Chor des Bayerischen Rundfunks. Juan Martin Koch schreibt in der Neuen Musikzeitung: „Die technisch ausgezeichneten SACD-Einspielungen dienen vor allem der Zurschaustellung des orchestralen Leistungsstandes, den das Symphonieorchester des BR unter seinem Chef Mariss Jansons erreicht hat.“ In den ersten 10 Jahren seit Bestehen des Labels sind 150 CD-Aufnahmen erschienen, wobei etliches davon auch als Stream und Download im Netz dargeboten wird. Darunter sind Livemitschnitte ebenso wie Studioeinspielungen aller Klangkörper des BR. Das Klassik-Label-Programm enthält Aufnahmen von Pultstars wie Lorin Maazel oder Otto Klemperer, die den Interpretationsgeschmack der jeweiligen Zeit dokumentieren. Darunter befinden sich auch seltener gespielte Werke wie Ivan Repušićs Aufnahme der Verdi-Oper I due Foscari. Ein Highlight im Labelprogramm ist die Einspielung aller Beethoven-Sinfonien aus dem Jahr 2012 unter Mariss Jansons. Über reine Musikaufnahmen hinaus gehen die unter dem Klassik-Label aufwendig produzierten „Hörbiografien“ großer Komponisten wie Robert Schumann, Gustav Mahler und Richard Wagner.

### 2015: Trimediale Plattform
Seit November 2015 ist BR-Klassik auf einer neu gestalteten Homepage im Online-Angebot des Bayerischen Rundfunks und in sozialen Netzwerken vertreten. Auf dieser Webseite präsentiert die Klassikwelle sämtliche Klassik-Aktivitäten des Bayerischen Rundfunks in Radio, Fernsehen, Internet, in Konzerten und sonstigen Veranstaltungen. Neben Nachrichten aus der Welt der klassischen Musik bietet die Webseite Konzert- und Opernmitschnitte, Videos, Live-Streams, Kommentare und das laufende Klassik-Radioprogramm. Mit der Internet-Plattform möchte der BR Nutzern einen Zugang in die Welt der klassischen Musik bieten, durch den sie tiefer in die jeweiligen Themen einsteigen können. Der Musikkritiker der Süddeutschen Zeitung Reinhart J. Brembeck sagt über das Potential der neuen Webseite:

„Wer nicht selbst musiziert, in Konzerte geht und sonst ein Musikspezialist ist, dem präsentiert sich die neue Webseite von ihren Möglichkeiten her als das Nonplusultra der Klassik-Vermittlung. Oder könnte zumindest dazu werden.“

### Senderlogos

Logo bis Ende der 90er Jahre
Logo bis Oktober 2007
Logo bis September 2009
BR-Klassik Logo seit 2009
Logo 2024 (in Umstellung*)

* Seit Anfang 2024 nimmt der BR ein Logo-Update vor, das schrittweise umgesetzt wird. Während der Umstellung sind sowohl das Neue als auch das bisherige Logo zu finden.

## Hörfunkprogramm
Das Hörfunkprogramm wird täglich zwischen 6 und 24 Uhr präsentiert. In der übrigen Zeit wird das ARD-Nachtkonzert ausgestrahlt, das seit dem 4. Juli 2011 ausschließlich von BR-Klassik produziert wird. Bis dahin wurde das ARD-Nachtkonzert nur in der Nacht von Donnerstag zu Freitag von BR-Klassik gestaltet und an den restlichen Tagen von anderen ARD-Kulturwellen.
Tagsüber versteht sich BR-Klassik als Musikprogramm, das sowohl in Begleitfunktion als auch in konzentrierter Form genutzt werden kann.
Das z. T. moderierte Tagesprogramm umfasst ein vielfältiges Angebot aus großen Werkzyklen sowie kürzeren Auszügen aus einzelnen Werken. Es bietet auch Operettenmelodien und leichten Jazz, ergänzt durch Programmhinweise, Veranstaltungstipps, Nachrichten und aktuelle Meldungen.
Den „Operettenboulevard“, in dessen Rahmen u. a. monatlich als auch daraus summierend pro Spielzeit ein „Operetten-Frosch“ (namentlich angelehnt an die Figur des Frosch aus Johann Strauß’ Die Fledermaus) als Prämierung besonderer Operettenproduktionen an Theater im deutschsprachigen Raum verliehen wird, nahm der Sender zum 22. Januar 2013 von Bayern 1 ins Abendprogramm.
Das Abendprogramm setzt täglich andere Schwerpunkte: Kammerkonzert, Opernabend, Geistliche Musik, Chormusik, Alte Musik, Zeitgenössische Musik und Jazz haben ihre festen Stammplätze. Regelmäßig werden Opern und Konzerte live übertragen.
2003 führte Bayern 4 Klassik „Do Re Mikro“, eine Musiksendung für Kinder, und das junge Musikmagazin „U21 – Wir auf Vier“ ein, das heute „Sweet Spot – neugierig auf Musik“ heißt. „Do Re Mikro“ wird zweimal in der Woche gesendet, „Sweet Spot“ einmal wöchentlich. Höhepunkte dieser Kinder- und Jugendarbeit sind die jährlichen Kinder- bzw. Jugendradiotage mit Live-Konzerten und interaktiven Spielen, in denen BR-Klassik sein Tagesprogramm komplett den jungen Hörern zur Verfügung stellt. Außerdem läuft seit 2011 einmal im Monat die Kindersendung „Eine kleine Wunschmusik“.
Verschiedene Spezialsendungen widmen sich neben ernster Musik auch dem Jazz und der Musik aus aller Welt. Das Programm enthält darüber hinaus Diskussionssendungen, Künstlerporträts, Dokumentationen und Features, die verschiedene Bereiche des musikalischen Lebens aktuell, künstlerisch und journalistisch beleuchten.
BR-Klassik wurde 2021 täglich von etwa 250.000 Menschen gehört. Die tägliche Reichweite in Bayern betrug etwa 1,8 %.

## Fernsehprogramm
Im BR Fernsehen werden sonntagvormittags sowie Dienstagnachts Konzerte, Opern und Dokumentationen unter dem Titel BR-KLASSIK gesendet. Im Bildungsprogramm ARD-alpha werden sonntags um 20:15 Uhr thematische Konzertreihen präsentiert.
BR-Klassik produziert zwei TV-Magazine. KlickKlack mit Sol Gabetta und Martin Grubinger bringt seit 2010 aktuelle Themen aus Klassik, Jazz und zeitgenössischer Musik. Das Magazin Sweet Spot (vorher U21vernetzt) startete im Januar 2018 und richtet sich an ein junges Publikum mit Livemusik und Talkgästen aus der Klassikwelt.

## Hörfunkverbreitung
Die Ausstrahlung von BR-Klassik erfolgt bayernweit über UKW. Das Programm wird außerdem in alle bayerischen Kabelnetze eingespeist. Darüber hinaus ist das Programm über DAB+ und DVB-S sowie im Internet verfügbar. In Südtirol wird BR-Klassik von der Rundfunk-Anstalt Südtirol im Standard DAB+ ausgestrahlt.

### Verbreitung über Internet und Smartphone-Apps
BR-Klassik wird über das Internet im MP3-Format (M3U) mit zwei verschiedenen Datenraten (128 kB/s und 256 kB/s) angeboten.
Über die BR-Radio-App kann der Livestream über die HLS-Technologie gehört werden und mit Titel-, Programm- und Moderatoreninfos interagiert werden. Zudem kann man über die App im Radioprogramm entlang einer Zeitleiste zurückspulen und Sendungen nachhören. Die BR-Klassik-Podcasts stehen in der ARD Audiothek zur Verfügung. Die Apps gibt es für die Betriebssysteme Android und iOS.

### Frequenztausch mit der Jugendwelle Puls
Anfang 2014 wurde im BR diskutiert, die UKW-Ausstrahlung des Klassikprogramms zu Gunsten des Jugendradios Puls Anfang 2016 einzustellen. Der Bayerische Musikrat initiierte daraufhin eine Online-Petition zur Beibehaltung der UKW-Ausstrahlung. Dem Vorschlag des BR-Intendanten, BR-Klassik ab 2018 von UKW auf DAB+ zu verlegen, stimmte der BR-Rundfunkrat am 10. Juli 2014 zu, mit dem Vorbehalt, dass bestimmte Voraussetzungen erfüllt werden. Daraufhin klagten im Februar 2015 60 lokale Privatsender und der landesweite Privatsender Antenne Bayern vor dem Landgericht München I. Die Klage wurde am 7. Juni 2016 abgewiesen, mit der Begründung „welcher Schwerpunkt auf welchem Übertragungsweg ausgestrahlt wird, ist weder nach dem Rundfunkstaatsvertrag noch nach dem Bayerischen Rundfunkgesetz in irgendeiner Form vorgeschrieben“.
Am 8. Dezember 2017 gab der Bayerische Rundfunk bekannt, von dem Frequenztausch absehen zu wollen. Der BR begründete dies mit nachhaltig veränderten Rahmenbedingungen.